# Exomalopsis bakeri
Exomalopsis bakeri är en biart som beskrevs av Timberlake 1980. Exomalopsis bakeri ingår i släktet Exomalopsis och familjen långtungebin. Inga underarter finns listade i Catalogue of Life.